# Gare de Genève-Aéroport
La gare de Genève-Aéroport est la gare qui dessert l'aéroport international de Genève, sur le territoire de la commune du Grand-Saconnex. Elle a été ouverte en 1987. Située à l’extrémité physique de la ligne Lausanne – Genève, elle est le point de départ de nombreux services à destination de plusieurs grandes villes suisses.

## Situation ferroviaire
Établie à 420 mètres d'altitude, la gare de Genève-Aéroport est située au point kilométrique (PK) 66,18 de la ligne Lausanne – Genève. Gare terminus, elle précède (ou suit) la gare de Genève-Cornavin.

## Histoire
La construction de la gare débute vers 1984, nécessitant des aménagements en amont à la gare de Genève-Cornavin (en 1983) et la refonte de la bifurcation de Châtelaine sur la ligne Genève-La Plaine (entre 1984 et 1986). Le premier train d'essai y pénètre en mars 1987, en traction diesel, suivi le 4 mai suivant par le premier train électrique.
La gare est inaugurée le 30 mai et mise en service le 31 mai 1987,. Elle est située en sous-sol, avec une galerie commerciale de plain-pied, et comporte quatre voies et deux quais. Elle est attenante à l'aérogare, et est éloignée d'environ 500 mètres de Palexpo.
La gare de l'aéroport, en impasse, est pensée dès sa conception pour pouvoir être prolongée vers la ligne de Lausanne, avec une liaison dans les environs de Genthod, de façon à la rendre traversante, et donc d'augmenter sa capacité.
Lors du changement d'horaire de décembre 2019, les CFF ont mis en place une liaison ferroviaire directe entre Genève et la gare du Châble baptisée « Verbier Express ». Cette liaison circule à hauteur d'un aller-retour par jour les week-ends et certains jours fériés en hiver. À l'aller, le train pour le Châble circule au départ de Genève-Aéroport, couplé jusqu'à Martigny à un train InterRegio 90 continuant jusqu'à Brigue,,.

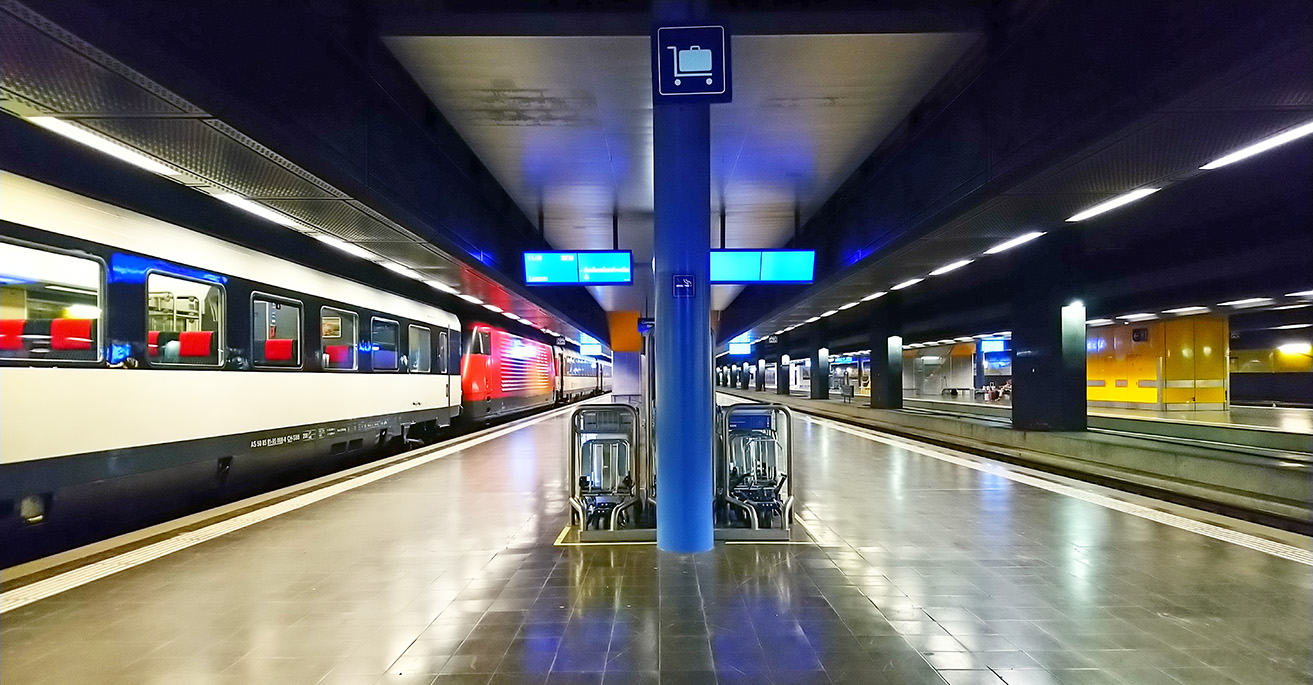
Les quais de la gare, avant la rénovation.

La gare CFF a bénéficié d’une rénovation. Les accès aux quais et aux trains sont facilités et la gare est plus lumineuse. Les travaux débutent mi-septembre 2020 et se terminent en décembre 2022, avec une rehausse des quais de 42 à 55 cm. Une rénovation des escaliers, escalators et ascenseurs est également agendée. Les coûts s’élèvent à quelque 38 millions de francs.
La mise en service de la gare modernisée a été faite le 14 décembre 2022. Son plafond, représentant symboliquement le relief des Alpes suisses, rend la gare plus lumineuse et accueillante. La mise en conformité pour la défense incendie a également été réalisée.

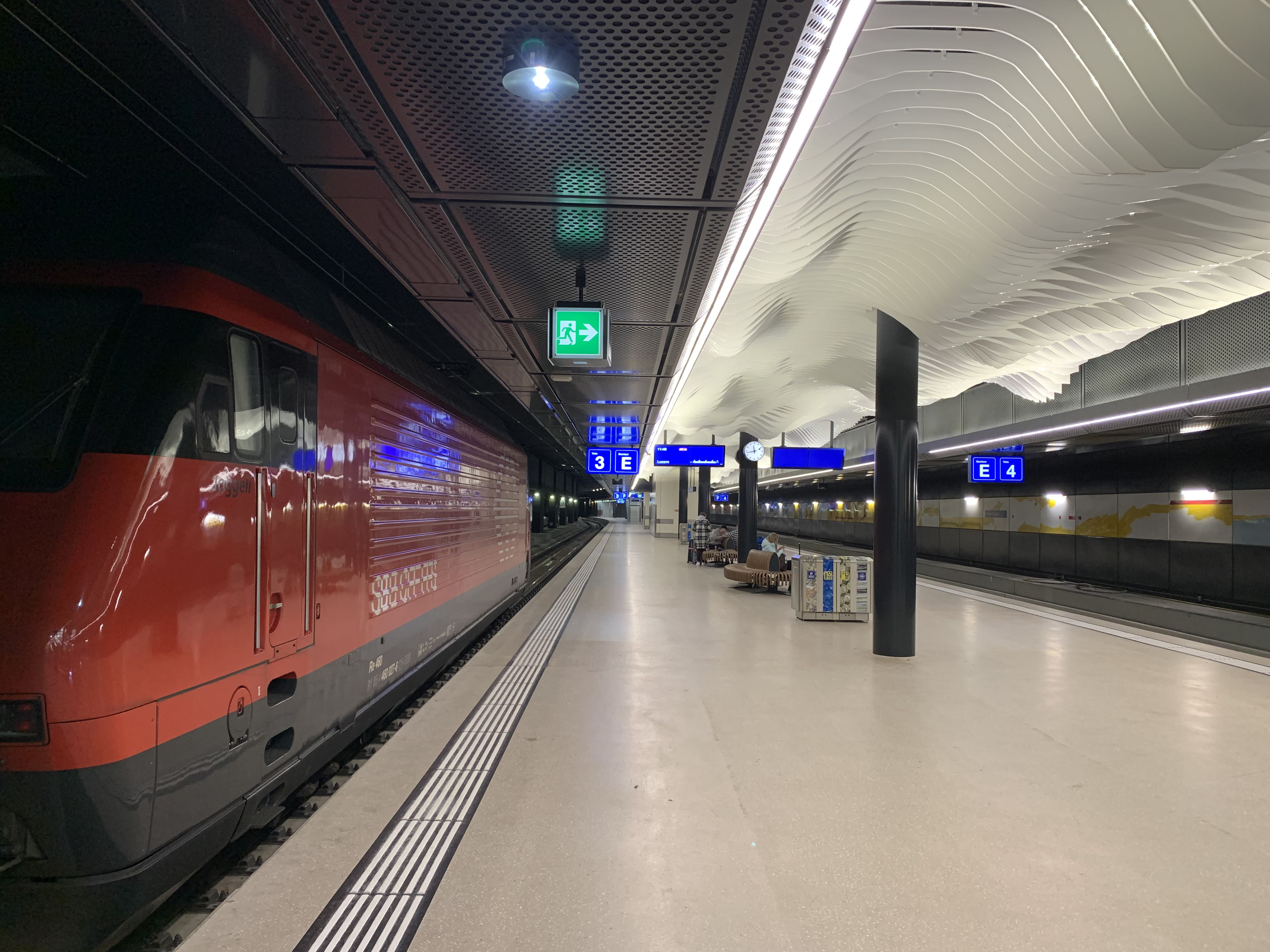
Les voies en sous-sol de la gare, après rénovation.

## Services des voyageurs

### Desserte
La gare est desservie par rail exclusivement par les CFF. Aucun train français, même homologué par l'OFT (Office fédéral des transports), ne dessert cette gare (TGV Lyria récents autorisés par l'OFT).
La gare de Genève-Aéroport voit circuler des InterCity (IC) et des InterRegio (IR) à raison de 5 départs et arrivées par heure :
- 1 Genève-Aéroport – Genève-Cornavin – Renens – Lausanne  – Fribourg – Berne – Gare centrale de Zurich – Zurich Oerlikon – Zurich Aéroport – Winterthour – Wil – Uzwil – Flawil – Gossau – Saint-Gall ;
- 15 Genève-Aéroport – Genève-Cornavin – Nyon – Morges – Lausanne – Palézieux – Romont – Fribourg – Berne – Zofingue – Sursee – Lucerne ;
- 90 Genève-Aéroport – Genève-Cornavin – Renens – Lausanne – Vevey – Montreux – Aigle – Saint-Maurice – Martigny – Sion – Sierre – Viège – Brigue (deux trains par heure).
- Ligne inconnue ! Erreur : ligne non reconnue!
- 95 Genève-Aéroport – Genève-Cornavin – Nyon – Morges – Lausanne – Vevey – Montreux – Aigle – Martigny – Sion – Sierre – Loèche – Viège – Brigue
- 57 Genève-Aéroport – Genève-Cornavin – Nyon – Gland – Morges – Yverdon-les-Bains – Neuchâtel

Depuis le changement d’horaire 2022, un train sur deux en provenance de Vevey (ou St-Maurice) dessert comme terminus la gare de Genève-Aéroport. L’autre train dessert Annemasse ainsi que le CEVA.
Les week-ends et certains jours fériés d'hiver, un train direct « Verbier Express » circule au départ de Genève-Aéroport et à destination du Châble.
La gare de l'Aéroport est la seule gare du canton de Genève qui n'est pas desservie par les lignes du Léman Express. Les voyageurs du trafic régional doivent changer de train à la gare de Genève-Cornavin. Un raccordement est envisagé par le Canton de Genève pour une mise en service d'ici à 2050.

### Intermodalité
La gare est desservie par les lignes 5, 23, 28, 50, 54, 55, 57, 59, 66 et Aérobus des Transports publics genevois et les lignes du réseau Cars Région Haute-Savoie 272 et 274.

## Matériel historique
Du matériel historique est rangé dans la gare. La Dame du Léman est stationnée sur une de ses voies de garage lorsqu'elle n'est pas en service.